# A Gentleman of Quality
A Gentleman of Quality er en amerikansk stumfilm fra 1919 af James Young.

## Medvirkende
- Earle Williams som John Ashton / Lord John Hartford
- Kathryn Adams som Lady Mercy Covington
- Joyce Moore som Hope Hollister
- James Carpenter som Harry Hollister
- Robert Bolder som Robert